# Arie van Beek
Arie van Beek, né à Rotterdam en 1951, est un chef d'orchestre néerlandais. 

## Biographie
Arie van Beek naît en 1951 à Rotterdam. Il étudie les instruments à percussion et travaille comme percussionniste dans les orchestres radiophoniques aux Pays-Bas avant de s'orienter vers la direction d'orchestre. Ses professeurs de direction sont Edo de Waart et David Porcelijn.
Après avoir été directeur musical de l'Orchestre d'Auvergne à partir de 1994, jusqu'en 2010, il devient chef invité permanent de cet ensemble en janvier 2011, date à laquelle il prend ses nouvelles fonctions de directeur musical de l'Orchestre de Picardie, jusqu'en 2022,. Également chef permanent du Doelen Ensemble et chef invité privilégié de l'Orchestre de chambre de Genève (OCG), Arie van Beek est aussi invité par l'Orchestre régional de Cannes-Provence-Alpes-Côte d’Azur et de très nombreux orchestres en France, aux Pays-Bas et dans d'autres pays comme entre autres l'Allemagne, la Pologne ou l'Espagne. À partir de la saison 2013-2014, il devient également directeur musical et artistique de l'Orchestre de chambre de Genève, poste qu'il occupe jusqu'en 2022,.
Son répertoire s'étend de la musique baroque jusqu'aux œuvres contemporaines (Karol Beffa, Jean-Pascal Beintus, Guillaume Connesson, Suzanne Giraud, Robin de Raaff (en), Kaija Saariaho et Aulis Sallinen, notamment),.
En 2025, Arie van Beek est nommé chef en résidence à l'Orchestre national de Cannes et directeur musical de l'Orchestre des Pays de Savoie à compter de la rentrée 2025 pour une durée de trois ans,. 

## Récompenses
- Arie van Beek est titulaire du prix Elly Ameling pour sa contribution au rayonnement artistique de la ville de Rotterdam.
- En février 2008 il reçoit la médaille de la Ville de Clermont-Ferrand[8].

## Décorations
- Commandeur de l'ordre des Arts et des Lettres[1]